# Đội tuyển Davis Cup Botswana
Đội tuyển Davis Cup Botswana đại diện Botswana ở giải đấu quần vợt Davis Cup và được quản lý bởi Hiệp hội quần vợt Botswana.
Botswana hiện tại thi đấu ở Nhóm III khu vực châu Phi. Đội Davis Cup Botswana phát triển nhanh chóng ở giải đấu danh giá này và luôn cải thiện thứ hạng Thế giới. Botswana đang xếp trong top 15 quốc gia mạnh nhất của quần vợt châu Phi.

## Lịch sử
Botswana tham gia kì Davis Cup đầu tiên năm 1996.

## Đội tuyển (2009)
- Shingirai Muzondiwa
- Thabiso Shatiso Mabaka
- Matshidiso Malope
- Lefa Ashley Mthandazo Sixtus Sibanda

## Đội tuyển (2010)
- Shingirai Muzondiwa
- Thabiso Shatiso Mabaka
- Lefa Ashley Mthandazo Sixtus Sibanda
- Bakang Duke Mosinyi

## Đội tuyển (2013)
- Phenyo Matong
- Shingirai Muzondiwa
- Innocent Tidimane (tay vợt trẻ)
- Aobakwe Lekang

## Đội tuyển (2014)
- Phenyo Matong
- Shingirai Muzondiwa
- Thabiso Shatiso Mabaka
- Lame Botshoma